# Butterfly Kisses
Butterfly Kisses is een nummer van de Amerikaanse zanger Bob Carlisle uit 1997. Het nummer is een gevoelige ballad, en is geschreven voor de 16e verjaardag van Carlisle's dochter Brooke. Het nummer gaat dan ook over de relatie tussen vader en dochter. Het staat op het album Butterfly Kisses (Shades Of Grace). In 1997 won Bob Carlisle met dit nummer de Grammy Award voor beste countrylied.
Het nummer werd een hit in de Verenigde Staten, Canada en Nederland. Het haalde de tiende plek in de Amerikaanse Billboard Hot 100, en de 15e in de Nederlandse Top 40.
Hans Vermeulen bracht in 1998 een Nederlandstalige versie uit, "Een kus en een knuffel". Dit werd een bescheiden hit (nummer 60 in de Mega top 100 en tipparade). 

## NPO Radio 2 Top 2000
| Nummer met noteringen in de NPO Radio 2 Top 2000 | '99 | '00  | '01  | '02  | '03  | '04  | '05  | '06  | '07 | '08  | '09  | '10  | '11  | '12  | '13  | '14  | '15  |
| ------------------------------------------------ | --- | ---- | ---- | ---- | ---- | ---- | ---- | ---- | --- | ---- | ---- | ---- | ---- | ---- | ---- | ---- | ---- |
| Butterfly Kisses                                 | 816 | 1199 | 1644 | 1151 | 1318 | 1229 | 1283 | 1231 | 718 | 1038 | 1590 | 1707 | 1755 | 1659 | 1556 | 1729 | 1782 |

1. ↑  Een vetgedrukt getal geeft de hoogste notering aan.
2. ↑  Deze tabel is bijgewerkt tot en met de laatste editie (2024).